# Euxoa subconspicua
Euxoa subconspicua là một loài bướm đêm trong họ Noctuidae.